# 石油エネルギー技術センター
一般財団法人 石油エネルギー技術センター（せきゆエネルギーぎじゅつセンター）は、石油に関する技術開発等を行う一般財団法人。経済産業省資源エネルギー庁所管の財団法人として1986年に設立され（当時の名称は石油産業活性化センター）、公益法人制度改革に伴い、2011年4月1日に一般財団法人に移行。2023年7月18日に港区から江東区に移転。2024年4月にカーボンニュートラル燃料技術センタ－に改称された。

## 概要
- 英語名称：Japan Petroleum and Carbon Neutral Fuels Energy Center (JPEC)
- 所在地：東京都江東区新木場1丁目18番6号新木場センタービル７階
- 理事長：宮田知秀（ENEOSホールディングス代表取締役会長）
- 専務理事：髙橋直人
- 常務理事：餅田祐輔
- 常勤理事：北原則夫

## 事業
- 石油関連技術開発事業
- 緊急時石油情報システムの運用管理事業
- 情報収集提供事業
- 調査研究事業
- 石油産業の構造改善事業の推進

## 研究及び調査活動
- 基盤技術研究所を東京都江東区に設置し、クリーンエネルギー開発や環境開発関連等、石油産業の未来を見据えた研究活動を行っている。
- 米国・シカゴ、ベルギー・ブリュッセル及び中国・北京に長期出張員事務所を設置し、欧米アジア各国、産油国などの石油関連情報の調査・情報収集活動を行っている。